# Đường tỉnh 326
Đường tỉnh 326 hay tỉnh lộ 326, viết tắt ĐT326 hay TL326, là đường tỉnh ở tỉnh Quảng Ninh, Việt Nam.

## Lộ trình
Đường tỉnh 326 có hai đoạn:

### Đoạn phía tây qua các huyện thị ở phần phía tây, từ thành phố Đông Triều[4]
Đường tỉnh 326 bắt đầu từ thành phố Đông Triều 21°04′54″B 106°30′54″Đ / 21,081588°B 106,515061°Đ, nối vào quốc lộ 18.
Đường đi hướng đông, qua phường Vàng Danh 21°05′45″B 106°47′44″Đ / 21,095746°B 106,795575°Đ thành phố Uông Bí, đi tiếp hướng đông qua xã Bằng Cả. Đến ngã ba Quảng La 21°05′32″B 106°52′27″Đ / 21,092321°B 106,874236°Đ xã Quảng La đường nối vào quốc lộ 279.

### Đoạn phía đông qua thành phốHạ Longđến thành phốCẩm Phả
Từ ngã ba Đồng Bé 21°04′23″B 106°56′21″Đ / 21,073056°B 106,939094°Đ trên quốc lộ 279 ở xã Sơn Dương đoạn đường phía đông đi hướng đông đến phường Mông Dương 21°04′17″B 107°19′30″Đ / 21,071313°B 107,324941°Đ thành phố Cẩm Phả.
Trong quản lý giao thông Việt Nam trước đây Đường tỉnh 326 từng được gọi là "đường 18B".